# دیوار ساحلی با مجسمه‌های ابوالهول

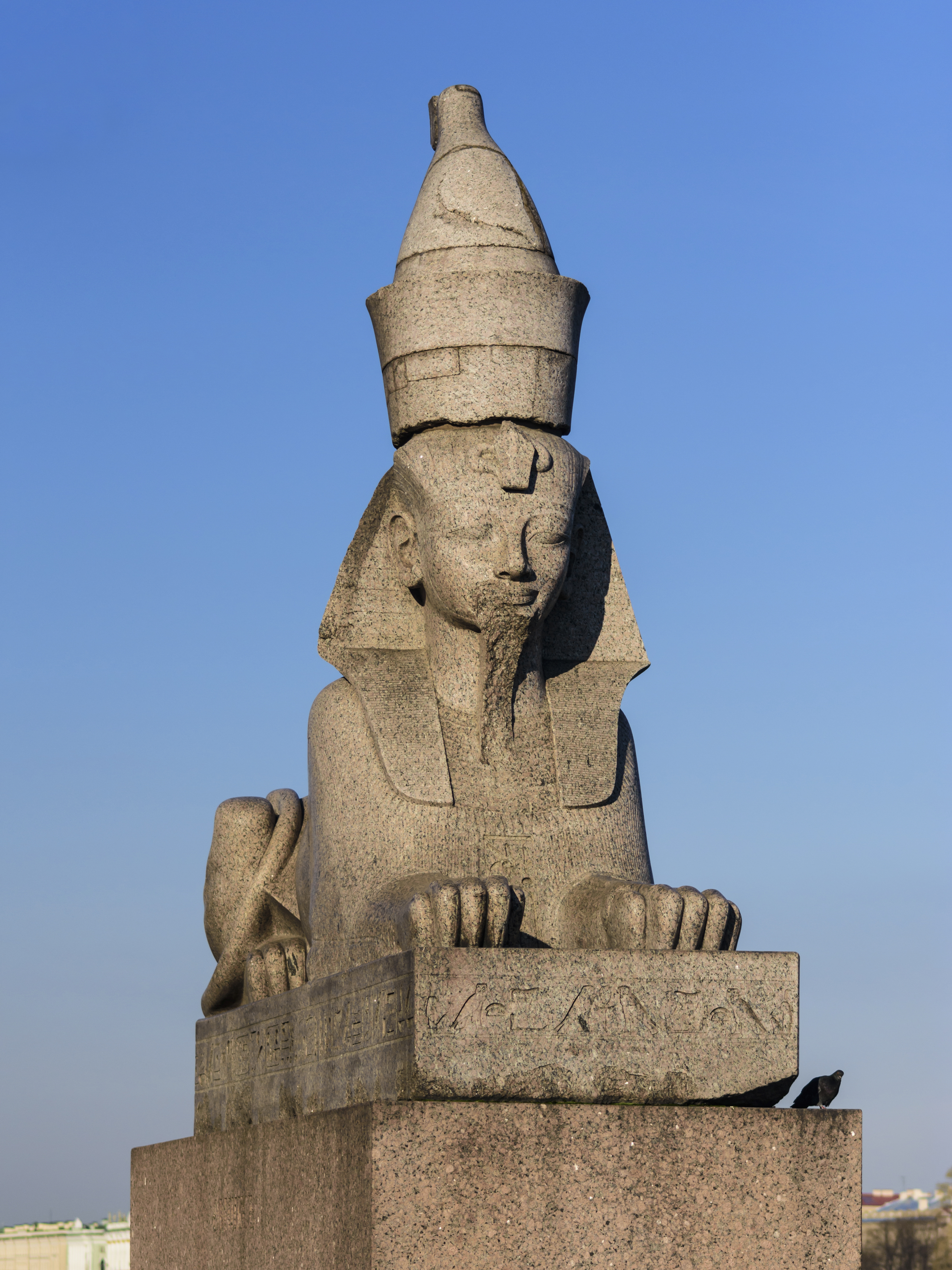
نگاره‌ای از یکی از دو مجسمهٔ ابوالهول در کنارهٔ دیوار ساحلی آکادمی امپریال هنر.

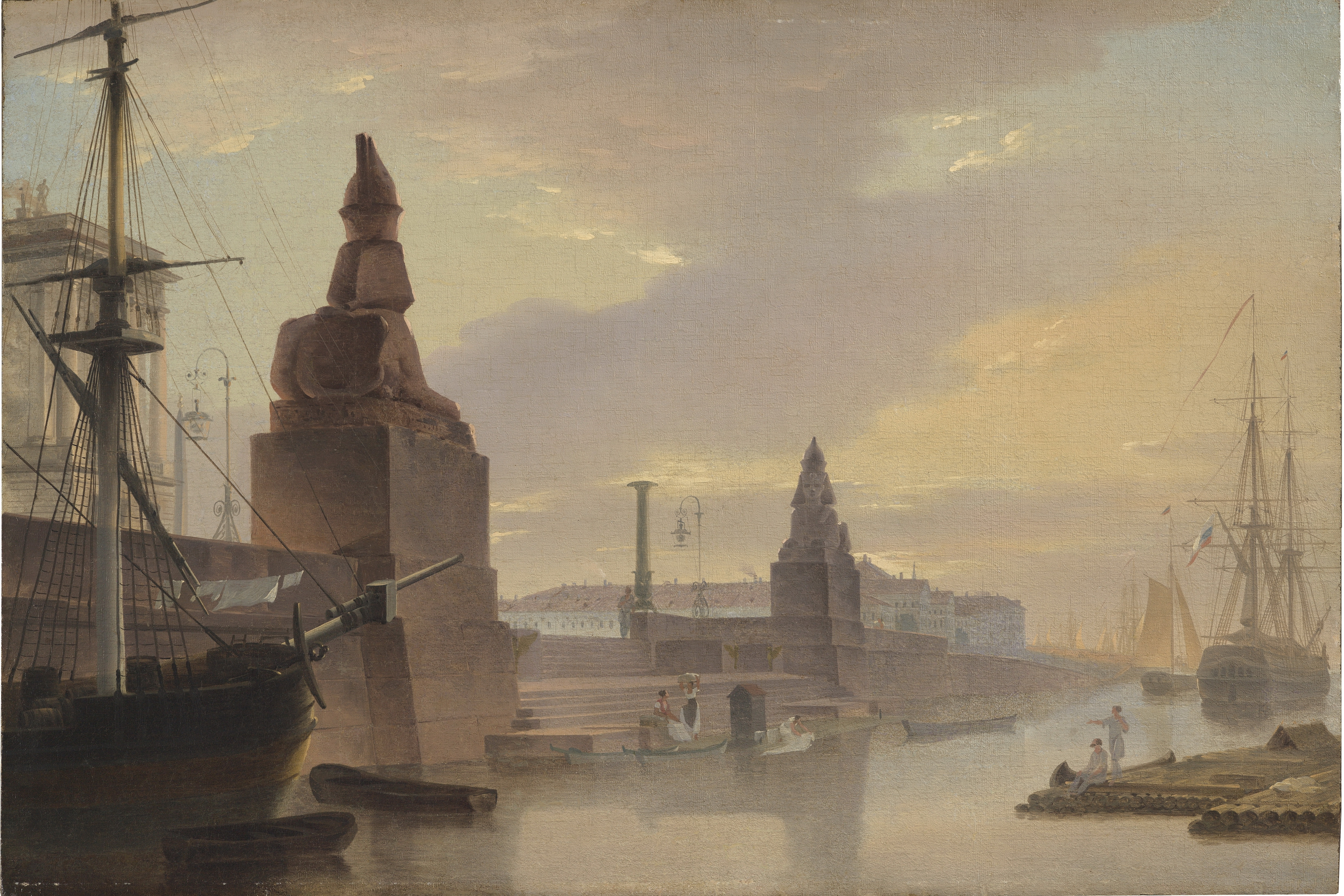
یک اثر نقاشی از ماکسیم وروبیوف (en) به‌سال ۱۸۳۵ میلادی از دو مجسمهٔ ابوالهول در کنارهٔ پله‌های سنگی دیوار ساحلی آکادمی امپریال هنر.

دیوار ساحلی با مجسمه‌های ابوالهول (به روسی: Сфинксы на Университетской набережной)، به دو تندیس ابوالهول متعلق به مصر باستان اشاره دارد که رو به یکدیگر، در مقابل دیوار ساحلی آکادمی امپریال هنر در سن پترزبورگ نصب شده‌اند.